# Punta Wensley
Punta Wensley (spanisch; in Argentinien Punta Murature) ist eine Landspitze am Westufer des Port Foster von Deception Island im Archipel der Südlichen Shetlandinseln. Sie markiert östlich des Wensleydale Beacon die nördliche Begrenzung der Einfahrt zur Primero de Mayo Bay.
Chilenische Wissenschaftler benannten sie in Anlehnung an die in Chile geläufige Benennung Monte Wensley für den benachbarten Wensleydale Beacon. Argentinische Wissenschaftler benannten sie dagegen nach dem Politiker José Luis Murature (1876–1929), Außenminister Argentiniens von 1914 bis 1916.